# Петро (Лоза)
Петро Лоза ЧНІ (нар. 3 червня 1979, Колоденці, Кам'янка-Бузького району Львівської області) — єпископ Української греко-католицької церкви, редемпторист; єпископ-помічник Сокальсько-Жовківської єпархії і титулярним єпископ Паніума (2018—2024), правлячий єпископ Сокальсько-Жовківської єпархії УГКЦ (з 2024 року).

## Життєпис
Народився 3 червня 1979 року в селі Колоденці Кам'янка-Бузького району Львівської області.
У 1997 році вступив до Згромадження Найсвятішого Ізбавителя (Редемптористи), у якому в 2003 році склав довічні обіти. Священничу формацію розпочав у семінарії оо. редемптористів у Львові (1998—2001), a завершив богословські студії в Інсбруцькому університеті, де навчався впродовж 2001—2009 років. 26 серпня 2007 року отримав священниче рукоположення.
Після висвячення душпастирював у Вінниці, де був віце-парохом, а потім парафіяльним адміністратором у Гніздичеві-Кохавино. У 2011—2014 роках був провінційним дорадником Львівської Провінції Згромадження Найсвятішого Ізбавителя.
Від 2014 року був адміністратором парафії святих Петра і Павла в Чернігові та, одночасно, капеланом у двох місцевих в'язницях.

## Єпископ
12 квітня 2018 року Папа Франциск дав свою згоду на канонічний вибір ієромонаха Петра єпископом-помічником Сокальсько-Жовківської єпархії, який здійснив Синод єпископів УГКЦ, і надав йому титул єпископа Паніума.
Єпископська хіротонія відбулася 12 липня 2018 року в катедральному соборі святих верховних апостолів Петра і Павла в Сокалі на Львівщині. Головним святителем був предстоятель УГКЦ Верховний архієпископ Святослав Шевчук, а співсвятителями — владика Ігор Возьняк, архієпископ і митрополит Львівський, та владика Михайло Колтун, єпарх Сокальсько-Жовківський.
17 жовтня 2024 року у Ватикані повідомлено про те, що Отець і Глава Української Греко-Католицької Церкви Блаженніший Святослав за згодою Синоду прийняв зречення з уряду владики Михайла Колтуна, дотеперішнього єпископа Сокальсько-Жовківського, а на його місце Святіший Отець поблагословив рішення Синоду Єпископів УГКЦ призначити владику Петра Лозу. Інтронізація єпископа Сокальсько-Жовківського Петра Лози відбулася 1 грудня 2024 року в катедральному храмі Святих апостолів Петра і Павла в Сокалі.